# Mesochra alaskana
Mesochra alaskana är en kräftdjursart som beskrevs av M. S. Wilson 1958. Mesochra alaskana ingår i släktet Mesochra och familjen Canthocamptidae. Inga underarter finns listade i Catalogue of Life.